# Jewgeni Alexandrowitsch Arschanow

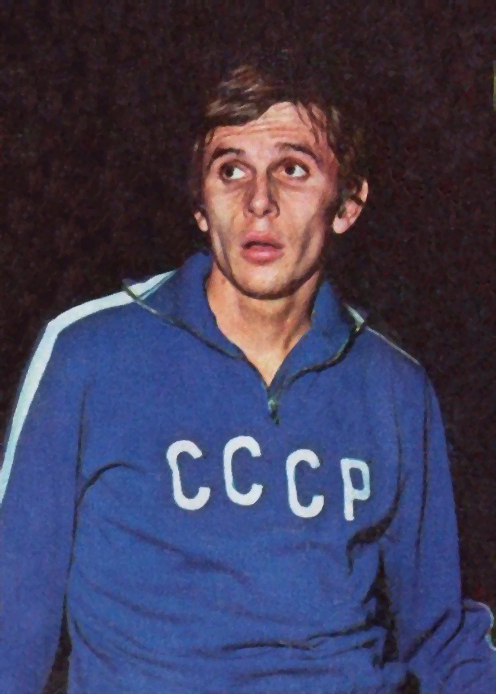
Jewgeni Alexandrowitsch Arschanow (1972)

Jewgeni Alexandrowitsch Arschanow (russisch Евгений Александрович Аржанов, englische Transkription Yevgeniy Arzhanov; * 22. April 1948 in Kalusch, Oblast Iwano-Frankiwsk, Ukrainische SSR) ist ein ehemaliger sowjetischer Mittelstreckenläufer, der sich auf die 800-Meter-Distanz spezialisiert hatte.
Bei den Olympischen Spielen 1968 qualifizierte sich Arschanow für das Halbfinale, trat aber dann nicht an. Bei den Leichtathletik-Europameisterschaften 1969 in Athen wurde er Vierter in 1:47,1 min. 1970 in Wien gewann er bei den ersten offiziellen Halleneuropameisterschaften in 1:51,0 min mit fast einer Sekunde Vorsprung. Ein Jahr später bei den Halleneuropameisterschaften in Sofia hatte er als Sieger in 1:48,7 min fast zwei Sekunden Vorsprung. Bei den Europameisterschaften 1971 in Helsinki siegte er in 1:45,6 min mit vier Zehntelsekunden Vorsprung auf Dieter Fromm aus der DDR.
Im Finale der Olympischen Spiele 1972 in München übernahm Arschanow in der zweiten Runde die Spitze und lag bis kurz vor dem Ziel in Führung, letztlich wurde er aber vom spurtstarken US-Amerikaner Dave Wottle um drei Hundertstelsekunden geschlagen und erhielt für 1:45,89 min Silber. 1973 gewann er in 1:46,88 min bei der Universiade.
1970, 1971 und 1973 gewann Arschanow den sowjetischen Meistertitel. Seine persönliche Bestzeit von 1:45,3 min lief er am 17. August 1972 bei einem Sportfest in Moskau.
Jewgeni Arschanow war 1,79 m groß und wog in seiner aktiven Zeit 68 kg.